# Janatti
Janatti är en sjö i kommunen Heinola i landskapet Päijänne-Tavastland i Finland. Arean är 40 hektar och strandlinjen är 5,13 kilometer lång. Sjön  ingår i Kymmene älvs huvudavrinningsområde.   Den ligger omkring 48 km norr om Lahtis och omkring 150 km norr om Helsingfors. 